# Торо, Фермин
Фермин Торо-и-Бланко (литературный псевдоним — Эмиро Кастос (Emiro Castos) (исп. Fermín Toro; 14 июля 1806, Генерал-капитанство Венесуэла, Испанская империя — 23 декабря 1865, Каракас) — венесуэльский политик, государственный и общественный деятель, писатель

-костумбрист, поэт, дипломат, гуманист, оратор и педагог.

## Биография
Представитель семьи маркиза дель Торо. Его прадед, Франсиско Родригес дель Торо-э-Истурис, был колониальным губернатором и генерал-капитаном Венесуэлы. Окончил Центральный университет Венесуэлы.
Политик. Член Консервативной партии Венесуэлы.
В 1831—1834 годах был депутатом Первого Национального Учредительного конгресса. Вице-президент Конгресса Венесуэлы (с 5 января 1832 по 5 января 1835). Президент Палаты депутатов Конгресса Венесуэлы (1832—1835).
В 1839—1841, 1844—1847, 1860—1862 года — на дипломатической службе, полномочный посол в Великобритании, Испании, Франции и Колумбии.
В 1846 году подписал с правительством испанской королевы Изабеллы II ратификацию договора о признании независимости Венесуэлы её бывшей колониальной метрополией Испанией. Вёл переговоры о делимитации границы с Колумбией и по политическим вопросам с европейскими столицами.
В 1847 и 1858 годах — министр финансов Венесуэлы. С 14 апреля 1858 по 17 июня 1859 года занимал пост министра иностранных дел Венесуэлы. Дважды был кандидатом в президенты страны. Известный филолог и ботаник.
Многие считают его лучшим оратором в истории парламента Венесуэлы.
В 1840-е годы занялся литературным творчеством. Считается автором первого венесуэльского романа, хотя более известен своими экономическими и политическими эссе. Актуальность его эссе подтверждается тем фактом, что он был процитирован Львом Толстым в романе «Воскресение».
Его произведения отмечены влиянием традиций классицизма. В то же время Фермин Торо проявлял большой интерес к национальной жизни, историческому прошлому венесуэльского народа.

## Избранные произведения
Поэмы
- «К Анауканской нимфе»,
- «Согласие»,
- «Ода тропикам»,
- «Гимн Всемогуществу» и др.;

Романы
- «Мученики» (1842), в котором нашли отражение идеи утопического социализма,
- «Коринфская вдова»,
- «Сивилла Андов» (1849),
- сборник костумбристских рассказов «Нравы Барульополиса».

Перу Фермина Торо принадлежат также статьи на политические темы, научные труды по истории и ботанике.

## Память
- В его честь названы несколько университетов и школ, в том числе Лицей Фермина Торо (Liceo Fermin Toro), крупнейшая и наиболее престижная государственная школа Венесуэлы.
- В его честь назван один из главных проспектов Каракаса
- Памятник Ф. Торо установлен у входа в Лисей Фермина Торо.
- Похоронен в Национальном пантеоне Венесуэлы.